# باشگاه فوتسال آرمنیا تراول
باشگاه فوتسال آرمنیا تراول (انگلیسی: Armenia Travel Futsal Club) یک باشگاه فوتسال حرفه‌ای در ارمنستان می‌باشد که در لیگ برتر فوتسال ارمنستان حضور دارد. این باشگاه در شهر ایروان مستقر می‌باشد و در سال ۲۰۱۵ بنیانگذاری شده‌است. 

## فصل به فصل
| فصل     | رده | دسته     | مقام |
| ------- | --- | -------- | ---- |
| ۲۰۱۶–۱۷ | ۱   | لیگ برتر | ۶ام  |
| ۲۰۱۷–۱۸ | ۱   | لیگ برتر |      |